# Ибн ел Хатаб
Самир Салех Абдулах (арап. سامر صالح عبد الله), познатији као Ибн ел Хатаб (арап. ابن الخطاب‎, (14. април 1966 — 20. март 2002), био је терориста и радикални исламиста и истакнутији командант чеченских сепаратиста, родом из Саудијске Арабије. Био је повезан са Ал Каидом и учествовао је у неколико оружаних сукоба. Хатаб је свој ратни пут започео када се као осамнаестогодишњак придружио Авганистанским муџахединима током првог рата у Авганистану. Касније је учествовао и у ратовима у Таџикистану, Босни и Херцеговини, Првом и Другом чеченском рату. За њим је била расписана Интерполова потерница, а у Русији је био означен као најопаснији припадник вехабијског покрета. Хатаб је остао у Ичкерији, где је након првог рата постао обласни господар. Није заузимао чеченске државне функције али је био на челу исламистичких већа која су заводила шеријат и радила на радикализацији чеченског народа. Заједно са Шамилом Басајевим је основао тзв. Исламске међународне бригаде са којима је извео инвазију на Дагестан што је дало повода за Други чеченски рат. Након слома ЧРИ се повукао у планине где је наставио герилску борбу против руских снага. Умро је 20. марта 2002. након што је прочитао затровано писмо које му је подметнула руска ФСБ.